# Canton d'Auvillar
Le canton d'Auvillar est un ancien canton français du département de Tarn-et-Garonne et de la région Midi-Pyrénées.

## Communes
Le canton d'Auvillar comprenait les 10 communes suivantes :
- Auvillar (chef-lieu)
- Bardigues
- Donzac (Tarn-et-Garonne)
- Dunes
- Merles
- Le Pin (Tarn-et-Garonne)
- Saint-Cirice
- Saint-Loup (Tarn-et-Garonne)
- Saint-Michel (Tarn-et-Garonne)
- Sistels

## Représentation

### Conseillers généraux de 1833 à 2015
| Période | Période | Identité                                     | Étiquette              | Qualité                                                                                       |
| ------- | ------- | -------------------------------------------- | ---------------------- | --------------------------------------------------------------------------------------------- |
| 1833    | 1852    | Jacques Edouard Conquéré de Montbrison       |                        | Propriétaire du château de Montbrison à Saint-Michel Ancien officier de cavalerie             |
| 1852    | 1861    | Marie Guillaume Pierre Davach de Thèze jeune |                        | Rentier, maire d'Auvillar (1843-1851), conseiller d'arrondissement                            |
| 1861    | 1871    | Antoine Joseph Ferdinand de Bressolles       |                        | Général de division, propriétaire à Geaugin, près d'Auvillar Président du Conseil Général     |
| 1871    | 1877    | Jean Antoine François Julien Ernest Baradat  | Républicain            | Avocat, conseiller municipal de Dunes                                                         |
| 1877    | 1895    | Guillaume Bezombes                           | Droite Bonapartiste    | Notaire, adjoint au maire d'Auvillar                                                          |
| 1895    | 1925    | Jacques Conqueré de Montbrison               | Conservateur           | Maire d'Auvillar (1892-1935)                                                                  |
| 1925    | 1940    | Albert Laparre                               | Rad.                   | Industriel à Saint-Michel                                                                     |
|         |         |                                              |                        |                                                                                               |
| 1945    | 1958    | Albert Laparre                               | Rad.                   | Maire d'Auvillar (1941-1945)                                                                  |
| 1958    | 1964    | Pierre de Sainte-Marie                       | RS puis UNR            | Agriculteur, maire de Saint-Loup (1953-1977) Député (1958-1962)                               |
| 1964    | 1994    | André Vidalot                                | SFIO puis DVG puis MRG | Maire de Dunes (1944-1989)                                                                    |
| 1994    | 2015    | Christian Astruc                             | PRG puis DVG           | Agriculteur Maire de Dunes (1989-2015) Elu en 2015 dans le Canton de Garonne-Lomagne-Brulhois |

### Conseillers d'arrondissement (de 1833 à 1940)
Le canton d'Auvillar appartenait à l'arrondissement de Moissac jusqu'à sa disparition en 1926.
| Période        | Période          | Identité                                           | Étiquette    | Qualité |
| -------------- | ---------------- | -------------------------------------------------- | ------------ | --- |
| 1833           | 1852             | Marie Guillaume Pierre Davach de Thèze (1805-1880) |              | Propriétaire à Auvillar                                                                                     |
|                |                  |                                                    |              | |
| 1886           | 1892             | Ernest Rey                                         | Républicain  | Propriétaire, maire de Sistels (1878-1892)                                                                  |
| 1892           | 1893 (démission) | M. Gaubain                                         |              | |
|                |                  |                                                    |              | |
| 1898           | 1919             | Alfred Salles                                      |              | Maire de Saint-Cirice (1897-1919)                                                                           |
| 1919           | 1922             | Médéric de Sainte-Marie                            | Conservateur | Maire de Saint-Loup (1908-1919)                                                                             |
| 1922           | 1926 (décès)     | Joseph Marès                                       | Radical      | Maire de Dunes (1911-1926)                                                                                  |
| 2 janvier 1927 | 1940             | Alban Chambert                                     | Radical      | Maire de Sistels                                                                                            |
| 1940           |                  |                                                    |              | Les conseils d'arrondissement ont été suspendus par la loi du 12 octobre 1940 et n'ont jamais été réactivés |

## Histoire
Le canton faisait partie de l'ancien arrondissement de Moissac

## Composition

### Composition avant la réforme territoriale de 2014
Le canton d'Auvillar était un canton composé de communes entières. Avant la réforme territoriale de 2014, sa composition était la suivante
 :
| Nom          | Code Insee | Intercommunalité  | Superficie (km2) | Population (dernière pop. légale) | Densité (hab./km2) |
| ------------ | ---------- | ----------------- | ---------------- | --------------------------------- | ------------------ |
| Auvillar     | 82008      | CC des Deux Rives | 15,60            | 935 (2014)                        | 60                 |
| Bardigues    | 82010      | CC des Deux Rives | 11,67            | 283 (2014)                        | 24                 |
| Donzac       | 82049      | CC des Deux Rives | 13,17            | 1 023 (2014)                      | 78                 |
| Dunes        | 82050      | CC des Deux Rives | 23,19            | 1 227 (2014)                      | 53                 |
| Merles       | 82109      | CC des Deux Rives | 7,02             | 207 (2014)                        | 29                 |
| Le Pin       | 82139      | CC des Deux Rives | 4,71             | 123 (2014)                        | 26                 |
| Saint-Cirice | 82158      | CC des Deux Rives | 8,92             | 160 (2014)                        | 18                 |
| Saint-Loup   | 82165      | CC des Deux Rives | 14,21            | 509 (2014)                        | 36                 |
| Saint-Michel | 82166      | CC des Deux Rives | 13,41            | 232 (2014)                        | 17                 |
| Sistels      | 82181      | CC des Deux Rives | 13,57            | 214 (2014)                        | 16                 |

## Démographie

### Évolution démographique
En 2012, le canton comptait 4 896 habitants.
| 1962  | 1968  | 1975  | 1982  | 1990  | 1999  | 2006  | 2011  | 2012  |
| ----- | ----- | ----- | ----- | ----- | ----- | ----- | ----- | ----- |
| 3 722 | 3 724 | 3 519 | 3 499 | 4 002 | 3 974 | 4 657 | 4 897 | 4 896 |